# Aarah (Vaavu-atol)
Aarah is een van de onbewoonde eilanden van het Vaavu-atol behorende tot de Maldiven.